# Egebergs Ærespris
L'Egebergs Ærespris ("Premi Honorari de Egeberg") és un premi atorgat als atletes noruecs que sobresurten en més d'un esport. El premi va ser creat per Ferdinand Julian Egeberg, i consisteix en una estatueta de bronze modelada per l'escultor Magnus Vigrestad.

## Història
El 1917 una donació de 10.000 corones noruegues va ser donada pel camarlenc de Gabinet Ferdinand Julian Egeberg al Comitè Olímpic i Paralímpic i Confederació d'Esports Noruec. La seva donació va ser la base per al premi esportiu Kabinetskammerherre Egebergs ærespris for alsidig idrett. Els estatuts d'adjudicació es van acordar el 10 de febrer de 1920. El capital bàsic no havia de ser tocat, mentre que els interessos del fons s'haurien d'utilitzar per a un premi donat a un esportista que, durant els últims dos anys, hagués destacat en un esport i també hagués mostrat formidables actuacions en un altre, completament diferent. El premi és una estatueta de bronze modelada per l'escultor Magnus Vigrestad, qui va guanyar el concurs de disseny. El premi va ser considerat el més alt assoliment en l'esport de Noruega del moment. Els estatuts han canviat lleugerament en els últims anys. Avui dia el premi és atorgat a un esportista noruec que hagi excel·lit en dos esports en l'àmbit nacional i en un d'ells en l'àmbit internacional. El primer adjudicatari fou l'esquiador i jugador de futbol Gunnar Andersen, que va rebre el premi el 1918. La primera dona fou Laila Schou Nilsen, el 1936, destacada en esquí, patinatge de velocitat i tennis. El 1983 Cato Zahl Pedersen va rebre el premi (per 1981) per esports per a discapacitats.

## Guanyadors
El premi ha estat lliurat als següents atletes:
- 1918 Gunnar Andersen - futbol i salt d'esquí
- 1919 Helge Løvland - atletisme i gimnàstica
- 1921 Harald Strøm - patinatge de velocitat sobre gel i futbol
- 1922 Ole Reistad - esquí de fons i atletisme
- 1926 Johan Støa - esquí de fons i atletisme
- 1928 Bernt Evensen - patinatge de velocitat sobre gel i ciclisme
- 1929 Armand Carlsen - patinatge de velocitat sobre gel i ciclisme
- 1929 Reidar Jørgensen - esquí de fons i atletisme
- 1931 Fritjof Bergheim - gimnàstica i atletisme
- 1934 Otto Berg - gimnàstica i atletisme
- 1935 Bjarne Bryntesen - esquí de fons i atletisme
- 1936 Laila Schou Nilsen - esquí de fons, patinatge de velocitat sobre gel i tennis
- 1937 Johan Haanes - tennis i esquí de fons
- 1938 Henry Johansen - salt d'esquí i futbol
- 1939 Arne Larsen - esquí de fons i atletisme
- 1946 Godtfred Holmvang - atletisme i esquí alpí
- 1947 Sverre Farstad - patinatge de velocitat sobre gel i halterofília
- 1949 Martin Stokken - esquí de fons i atletisme
- 1950 Egil Lærum - esquí de fons i futbol
- 1951 Hjalmar Andersen - patinatge de velocitat sobre gel i ciclisme
- 1952 Hallgeir Brenden - esquí de fons i atletisme
- 1956 Roald Aas - patinatge de velocitat sobre gel i ciclisme
- 1960 Reidar Andreassen - esquí de fons i atletisme
- 1961 Arne Bakker - futbol i bandy
- 1962 Magnar Lundemo - esquí de fons i atletisme
- 1965 Ole Ellefsæter - esquí de fons i atletisme
- 1967 Fred Anton Maier - patinatge de velocitat sobre gel i ciclisme
- 1969 Frithjof Prydz - tennis i salt d'esquí
- 1971 Bjørn Wirkola - salt d'esquí i futbol
- 1973 Ivar Formo - esquí de fons i orientació
- 1975 Eystein Weltzien - orientació i esquí de fons
- 1980 Bjørg Eva Jensen - patinatge de velocitat sobre gel i ciclisme
- 1981 Cato Zahl Pedersen - esport de discapacitat
- 1987 Oddvar Brå - esquí de fons i atletisme
- 1988 Ragnhild Bratberg - esquí de fons i orientació
- 1990 Grete Ingeborg Nykkelmo - esquí de fons i biatló
- 1991 Birger Ruud - salt d'esquí i esquí alpí
- 1992 Ingrid Kristiansen - atletisme i esquí de fons
- 1996 Anita Andreassen - múixing, ciclisme i esquí de fons
- 2000 Anette Bøe - esquí de fons, triatló, ciclisme de muntanya i hoquei gel
- 2001 Anders Aukland - esquí de fons, triatló, múixing i atletisme
- 2002 Ole Einar Bjørndalen - biatló i esquí de fons
- 2002 Hilde Gjermundshaug Pedersen - esquí d'orientació i esquí de fons
- 2004 Trond Einar Elden - combinada nòrdica, esquí de fons i atletisme
- 2005 Stein Johnson - entrenador de molts esports
- 2006 Lars Berger - biatló i esquí de fons
- 2009 Frode Andresen - biatló i esquí de fons
- 2009 Helge Bjørnstad - hoquei sobre trineu i natació (esport de discapacitat)
- 2010 Jens Arne Svartedal - esquí de fons i duatló
- 2011 Kristin Størmer Steira - esquí de fons i atletisme
- 2012 Odd-Bjørn Hjelmeset - esquí de fons i atletisme
- 2013 Mariann Vestbøstad Marthinsen - esquí alpí paralímpic i natació